# Sewenseeli

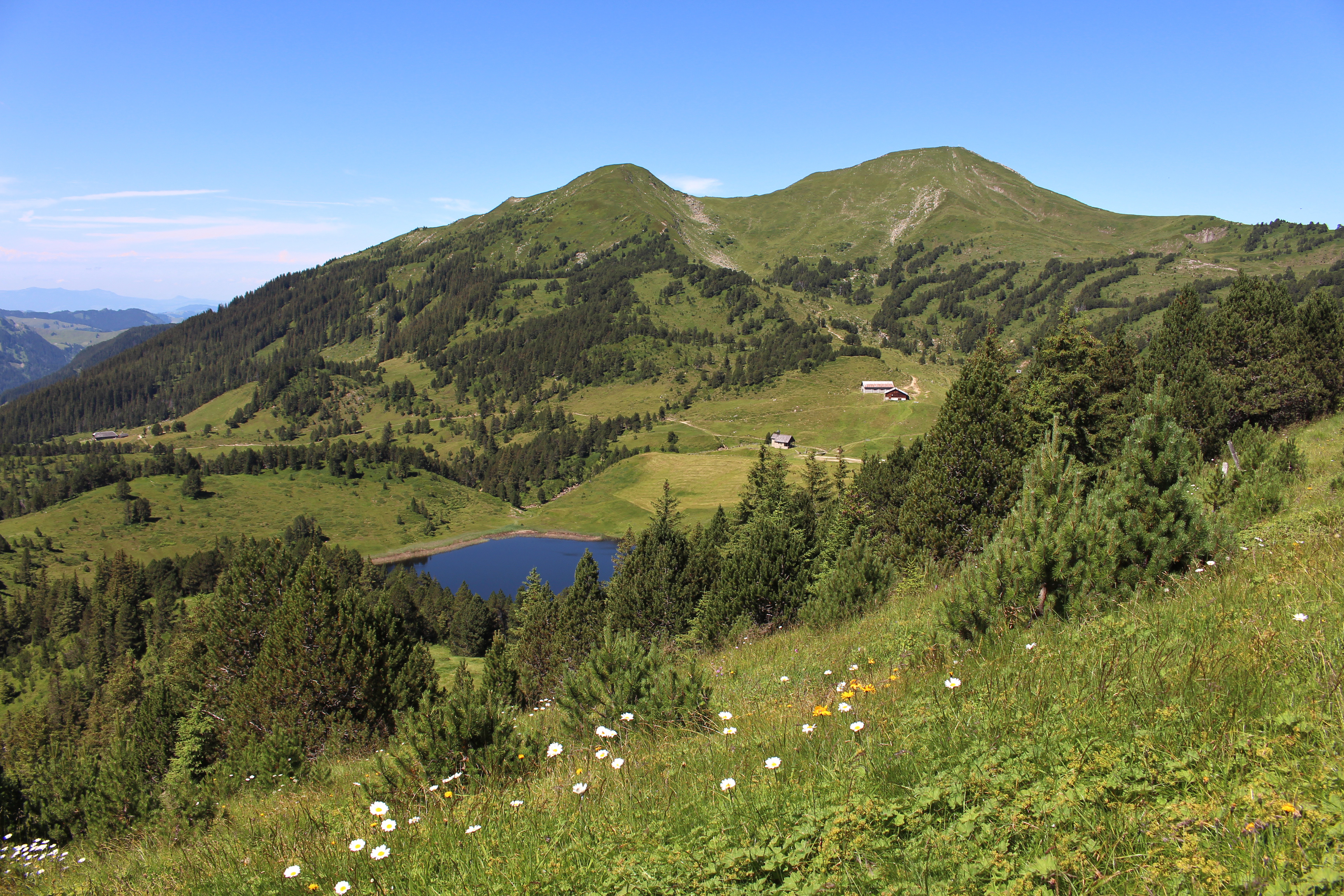
Sewenseeli vor dem Fürstein

Das Sewenseeli (auch Seewenseeli oder Seewenalpseeli) ist ein Bergsee nahe dem Glaubenbergpass im Gebiet der Gemeinde Sarnen im Kanton Obwalden. Das Areal mit dem See ist ein Naturschutzgebiet und Teil des BLN-Gebiets Flyschlandschaft Hagleren-Glaubenberg-Schlieren.

## Geografie
Westlich des Glaubenbergpasses gehört eine Fläche von rund zehn Quadratkilometern jenseits der Wasserscheide bei der Sewenegg noch zu Sarnen und zum Kanton Obwalden, während der grösste Teil des Gemeindegebiets von Sarnen im Tal der Sarneraa liegt. Das Wasser des Sewengebiets fliesst gegen Nordwesten zur Kleinen Emme im Kanton Luzern ab. Die Landschaft liegt in den Emmentaler Alpen (gemäss der SOIUSA-Gliederung in den Luzerner Voralpen) und am Rand der UNESCO Biosphäre Entlebuch.
Im weiten Talkessel zwischen dem Fürstein, dem Wissguber, der Sewenegg und dem Sattelstock fliessen zahlreiche Bergbäche in den Sewenbach, der unterhalb des Chessilochs auf dem Gebiet von Flühli in den Rotbach mündet. Einige Abschnitte des Berggebiets am See werden alpwirtschaftlich genutzt: Nördlich des Sees liegt die Alp Ober-Sewen, westlich die Alp Fürstein und südlich die Alp Unter-Sewenschwand. In der Nähe des Sees steht die Sewenkapelle, die von Maria Seeberger, der Besitzerin des ehemaligen, 1974 abgebrochenen Kurhotels Seewenalp, 1936 gestiftet wurde.
Das Sewenseeli liegt auf der Höhe von 1689 m ü. M. und hat eine Fläche von 2,4 Hektaren. Der See ist in einer kleinen Senke am Rand des Hochtals entstanden, die sich wenig östlich des Bachlaufs des Sewenbachs befindet. Der Bergsee ist mit einem etwa 100 Meter langen Überlauf mit dem Sewenbach verbunden.
Der See mit seiner Umgebung ist im schweizerischen Inventar der Amphibienlaichgebiete aufgeführt und als Naturschutzgebiet klassiert. Er ist von mehreren Feuchtgebieten am Sewenbach umgeben, die zu den zahlreichen Mooren am Glaubenberg gehören und ebenfalls als Naturschutzgebiete verzeichnet sind. Das Flyschgebiet der Luzerner Voralpen bildet die grösste Moorlandschaft der Schweiz und ist im Bundesinventar der Moorlandschaften von besonderer Schönheit und von nationaler Bedeutung (Moorlandschaftsinventar) eingetragen; das Sewenseeli ist darin der einzige Bergsee.
Seit den 1970er-Jahren befinden sich weite Gebiete am Glaubenberg im Besitz der Schweizer Armee, die dort mehrere Schiessplätze und ein Truppenlager betreibt. Am 6. Oktober 2016 vereinbarten das Bundesamt für Umwelt, armasuisse-Immobilien und die Kantone Luzern und Obwalden die Einrichtung des Naturwaldreservats «Glaubenberg-Fürstein» für die weitere Umgebung des Sewenseelis.
Dem Bergsee ist ein Musikstück gewidmet: der Ländler Mit em Noldi am Seewenalpseeli, komponiert von Otto Schneider (* 1935).